# تمرد الملائكة (رواية)
تمرد الملائكة  (بالإنجليزية: The Rebel Angels)‏ هي أول رواية في ثلاثية كورنيش للكاتب الكندي روبرتسون ديفيز، نشرت عام 1981، عن دار نشر ماكميلان في كندا.

## روابط خارجية
- تمرد الملائكة (رواية) على موقع الموسوعة البريطانية (الإنجليزية)